# Villa Ker Flandry de Georges Brassens
Pour les articles homonymes, voir Georges Brassens.
La villa Ker Flandry est une maison de plage de style manoir breton traditionnel, au bord de la Manche, à Lézardrieux, dans les Côtes-d'Armor en Bretagne. Elle est célèbre pour avoir appartenu à Georges Brassens de 1971 à sa disparition en 1981, et est recensée à l'Inventaire général du patrimoine culturel depuis 2009.

## Histoire
Georges Brassens (1921-1981) natif de Sète dans l'Hérault, au bord de la mer Méditerranée, achète ce refuge breton en 1971, une fois devenu célèbre, à 500 km de Paris.

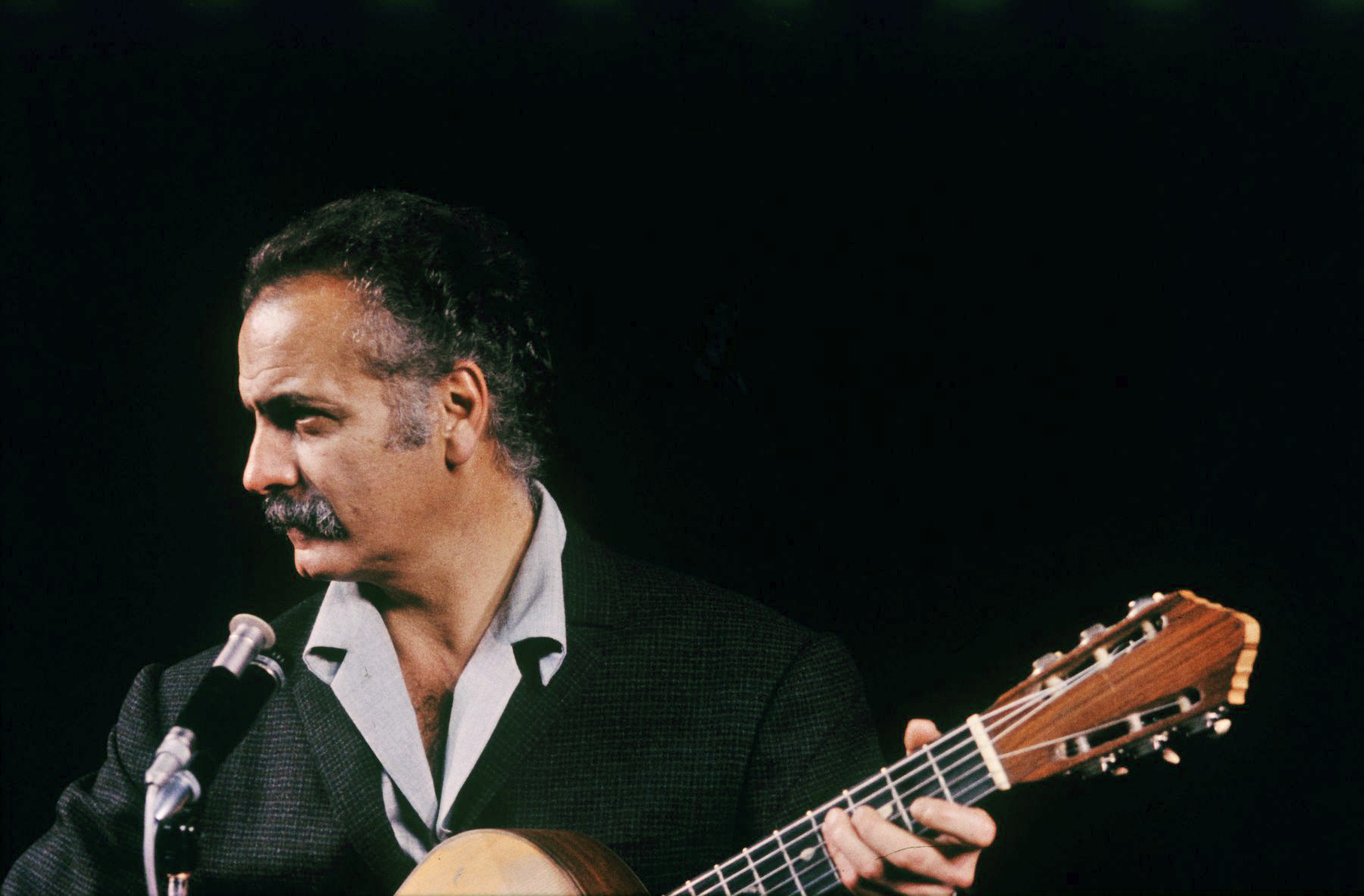
Georges Brassens (1966).
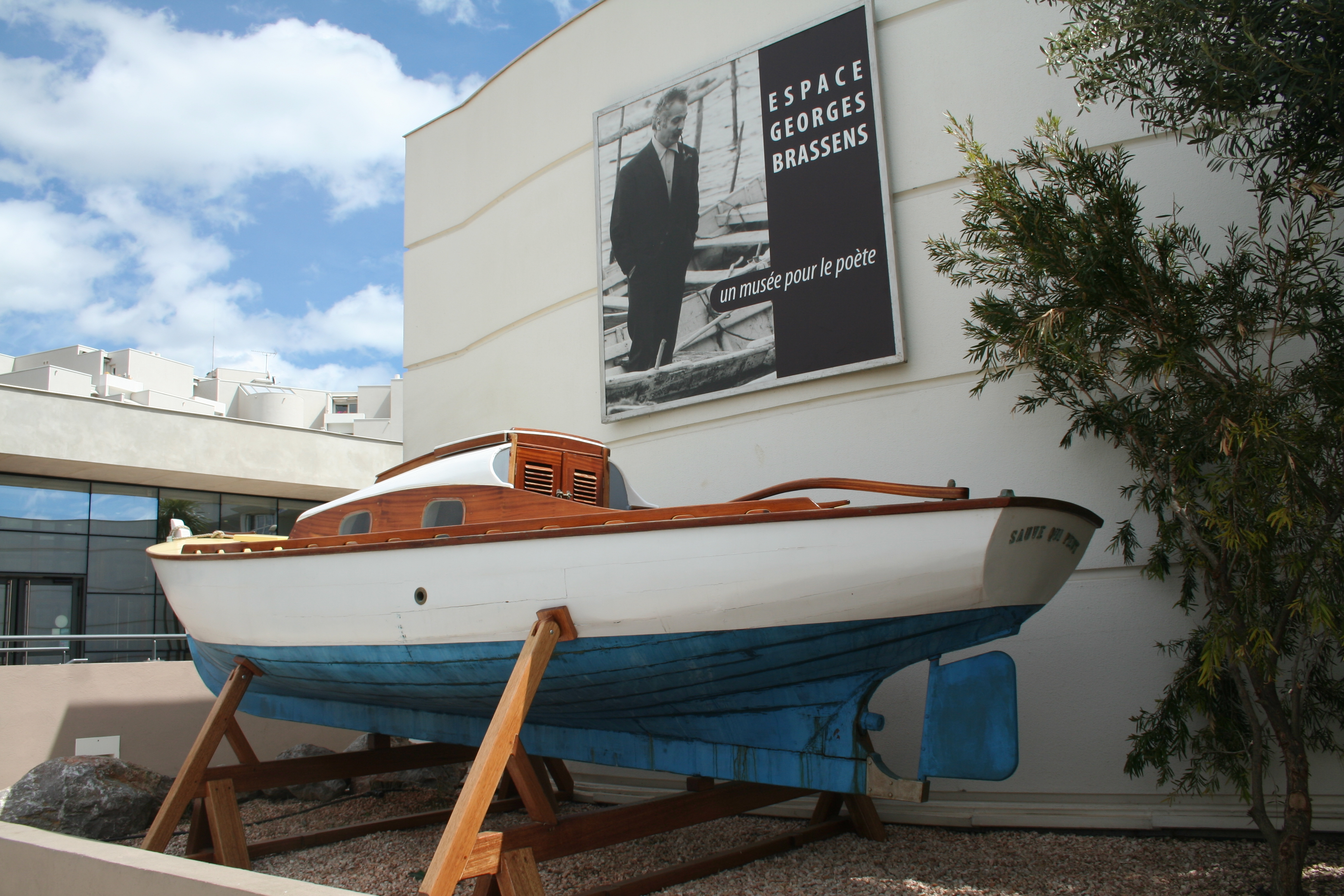
Espace Georges-Brassens à Sète dans l'Hérault.

Il séjourne régulièrement jusqu’à sa disparition dans ce havre de paix, à 5 km de Paimpol, sur les bords du Trieux (fleuve qui se jette dans l'archipel de Bréhat de la Manche à 5 km en aval), pour chercher l'inspiration, peaufiner son répertoire et préparer ses concerts, avec sa compagne et muse Joha Heiman,,.
Cette vaste demeure de bord de mer des années 1900, du n°4 de la rue Georges Brassens, est une haute bâtisse de style manoir breton traditionnel, de 325 m², aux volets bleu outremer et toiture d’ardoise, donnant sur un jardin de plus de 5 000 m²,.  